# Sony Ericsson Satio
Satio是Sony Ericsson旗下一部手機，於2009年10月在香港地區發售。於2009年2月發表，為2009年旗艦級手機，為Sony Ericsson首部採用S60作業系統的手機，亦是全球第一部內置1210萬像素鏡頭的手機，內置氙氣閃光燈(Xenon Flash)。採用640X360 Pixels，1670萬色3.5吋全輕觸屏幕。前研發代號Idou(音"I do")，Satio一字據稱為日本之山名。與Satio同期發佈的Aino和Yari也是。Satio已於2009年10月27日於香港發售，售價$5580。黑色及銀色版先行發售，波爾多色版本會稍後才上市。台灣售價則是NT$22900元。

## 主要規格
- 大小：112.0 x 55.0 x 13.0 毫米
- 重量：126.0 克
- 屏幕：360x640像素 16,777,216色 16:9 nHD touchscreen (TFT)
- 外型：直立式手機
- 電池：1000mAh鋰離子電池
- 顏色：黑/銀/波爾多

## 使用系統
- 制式：GSM四頻/WCDMA
- 作業系統：Symbian 9.X S60 5.0
- CPU：ARM Cortex A8 @ 600MHz
- 最新系統版本：2.10.12.15

## 數位功能
- 相機功能：1210萬像素CMOS感光元件，副相機30萬像素CMOS
- 氙氣閃光燈(Xenon Flash)
- 影像功能：自動對焦、臉部追蹤、觸控對焦、微笑快拍、AGPS地理標記相片
- 記憶體：內置ROM 128MB，RAM 256MB (官方建議最大可擴充至microSDHC 16GB，實際32GB是真正最大支援大小)
- 支援WVGA (854X480 16:9)影片錄製功能
- 內建FM收音機

## 傳輸功能
- 藍牙、USB、隨身碟、電腦同步
- 互聯網連接：Wi-Fi802.11無線區域網絡、HSDPA、EDGE、GPRS、WCDMA
- MMS
- GPS全球定位系統、AGPS全球衞星輔助定位系統
- DLNA連接家庭娛樂和遊戲系統
- Youtube及Facebook上傳功能

## 擴充性能
Satio是首部採用Symbian S60 5th系統的Sony Ericsson手機。在Satio之後，該公司亦開發了兩台使用S60系統的手機(分別為Vivaz和Vivaz Pro)。然而，Sony Ericsson至今只發佈了三款使用該系統的手機，導致使用S60系統的Sony Ericsson手機的支援性和擴充性能較其他S60手機為低。而事實上，Symbian系統已於2009年被諾基亞公司收購，故大部份使用S60系統的手機都為諾基亞公司的手機。而諾基亞亦有為旗下的S60手機特設Ovi Store，供用家下載應用程式和遊戲等。然而，Ovi Store並不支援索尼愛立信的手機載程式。因此Satio的擴充性能偏低。
索尼愛立信 Satio中心
Sony Ericsson官方網站
Sony Ericsson Satio